# レディークラウド
『レディークラウド』（Lady Cloud）は、ジャパンエフエムネットワーク（JFNC）制作で、JFN系列各局で放送されている番組である。放送時間は毎週土曜 5:00 - 6:00。2021年4月3日に放送開始。2022年3月26日に終了。
パーソナリティーは武田舞彩で、AI「レディークラウド」の声を上野智子が担当している。

## 概要
- 毎週一つのテーマに沿った曲を、パーソナリティの武田が架空のAI「レディークラウド（声：上野）」に語りかけ、「レディークラウド」が選曲・曲の解説を行なう形で進行する音楽番組[2]となっている。
- この番組の終了をもってASIAN WALKから続いた土曜朝5時枠のJFNの一部を除く全国同時ネット番組が廃止され、以降は定時配信番組は設定されるものの、基本的に各局別編成に移行する。

## ネット局
2022年3月時点。全ネット局が土曜 5:00 - の放送だが、60分版と55分版があり、最終曲とエンディングなど一部が異なる。また全局、「radiko」・「radiko.jpプレミアム」聴取可能。
JFN系列の局において、AIR-G'・FM-NIIGATA・K-mix・FM AICHI・FM GIFU・FM大阪・JOEU-FM・FM FUKUOKA・特別加盟局のInterFM897は放送開始時から、FM OKAYAMAは2022年3月からそれぞれ未ネットとなっている。
| 放送対象地域   | 放送局名                                    | 放送時間    | 備考                                |
| -------------- | ------------------------------------------- | ----------- | ----------------------------------- |
| 青森県         | エフエム青森（AFB）                         | 5:00 - 6:00 |                                     |
| 岩手県         | エフエム岩手（FM IWATE）                    | 5:00 - 6:00 |                                     |
| 宮城県         | エフエム仙台（Date fm）                     | 5:00 - 6:00 | [ 注 11 ]                           |
| 山形県         | エフエム山形（Rhythm Station）              | 5:00 - 6:00 |                                     |
| 福島県         | エフエム福島（ふくしまFM）                  | 5:00 - 6:00 |                                     |
| 群馬県         | エフエム群馬（FM GUNMA）                    | 5:00 - 6:00 |                                     |
| 栃木県         | エフエム栃木（RADIO BERRY）                 | 5:00 - 6:00 |                                     |
| 富山県         | 富山エフエム放送（FMとやま）                | 5:00 - 6:00 |                                     |
| 石川県         | エフエム石川（HELLO FIVE）                  | 5:00 - 6:00 |                                     |
| 福井県         | 福井エフエム放送（FM FUKUI）                | 5:00 - 6:00 |                                     |
| 長野県         | 長野エフエム放送（FM長野）                  | 5:00 - 6:00 |                                     |
| 三重県         | 三重エフエム放送（レディオキューブ FM三重） | 5:00 - 6:00 |                                     |
| 兵庫県         | 兵庫エフエム放送（Kiss FM KOBE）            | 5:00 - 6:00 |                                     |
| 滋賀県         | エフエム滋賀（e-radio）                     | 5:00 - 6:00 |                                     |
| 広島県         | 広島エフエム放送（HFM）                     | 5:00 - 6:00 |                                     |
| 山口県         | エフエム山口（FMY）                         | 5:00 - 6:00 |                                     |
| 鳥取県・島根県 | エフエム山陰（V-air）                       | 5:00 - 6:00 |                                     |
| 香川県         | エフエム香川（FM香川）                      | 5:00 - 6:00 |                                     |
| 高知県         | エフエム高知（Hi-Six）                      | 5:00 - 6:00 |                                     |
| 徳島県         | エフエム徳島（FM TOKUSHIMA）                | 5:00 - 6:00 |                                     |
| 長崎県         | エフエム長崎（FM Nagasaki）                 | 5:00 - 6:00 |                                     |
| 佐賀県         | エフエム佐賀（FMS）                         | 5:00 - 6:00 |                                     |
| 大分県         | エフエム大分（Air-Radio FM88）              | 5:00 - 6:00 |                                     |
| 熊本県         | エフエム熊本（FMK）                         | 5:00 - 6:00 |                                     |
| 宮崎県         | エフエム宮崎（JOY FM）                      | 5:00 - 6:00 |                                     |
| 鹿児島県       | エフエム鹿児島（μFM）                       | 5:00 - 6:00 |                                     |
| 沖縄県         | エフエム沖縄（FM沖縄）                      | 5:00 - 6:00 |                                     |
| 秋田県         | エフエム秋田（AFM）                         | 5:00 - 5:55 | [ 注 12 ]                           |
| 東京都         | エフエム東京（TOKYO FM）                    | 5:00 - 5:55 | [ 注 13 ] [ 3 ] [ 注 11 ] [ 注 14 ] |